# I testimoni (serie televisiva)
I testimoni (Les Témoins) è una serie televisiva francese trasmessa per la prima volta in Belgio sul canale francofono La Une dal 22 novembre 2014. In Francia ha esordito il 18 marzo 2015 su France 2, venendo nei mesi seguenti distribuita anche da Netflix negli Stati Uniti e Channel 4 nel Regno Unito.
In Italia, la serie stata è trasmessa in prima visione su Fox Crime dal 3 marzo 2016 al 29 giugno 2017.

## Trama
La serie racconta di una catena di eventi misteriosi che comincia con la scoperta di una famiglia morta in una casa, poi un uomo, una donna, un adolescente uccisi tutti con lo stesso rituale, ma non sembrano legati tra loro in nessuna maniera; i crimini della quale sembra legato anche l'ex capo della polizia del luogo, una figura leggendaria agli occhi dell'opinione pubblica. Per risolvere i casi vengono incaricati la giovane detective Sandra Winckler insieme all'ex poliziotto Paul, ora in pensione, i quali dovranno far luce su una serie di oscuri delitti. Durante le indagini Sandra dovrà indagare anche sul travagliato passato del proprio partner di lavoro e la loro vita diverrà irrimediabilmente segnata.

## Episodi
| Stagione         | Episodi | Prima TV Francia | Prima TV Italia |
| ---------------- | ------- | ---------------- | --------------- |
| Prima stagione   | 6       | 2014             | 2016            |
| Seconda stagione | 8       | 2017             | 2017            |

## Personaggi e interpreti

### Personaggi principali
- Sandra Winckler (stagioni 1-2), interpretata da Marie Dompnier
Giovane tenente
- Paul Maisonneuve (stagioni 1), interpretato da Thierry Lhermitte
Ex agente della polizia "PJ" di Lille
- Kaz Gorbier (stagione 1), interpretato da Laurent Lucas
Criminale
- Justin (stagioni 1-2), interpretato da Jan Hammenecker
Poliziotto
- Maxine "Max" Dubreuil (stagioni 1-2), interpretata da Catherine Mouchet
Commissario di polizia
- Laura (stagione 1), interpretata da Roxane Duran
Cameriera
- Éric (stagioni 1-2), interpretato da Mehdi Nebbou
Compagno di Sandra Winckler
- Philippe (stagione 1), interpretato da Frédéric Bouraly
Proprietario del casinò

### Personaggi secondari
- Jérémie Gorbier (stagione 1), interpretato da Thomas Doret
Figlio del criminale Kaz Gorbier
- Damien (stagione 1), interpretato da Joël Ravon
Amico di Paul Maisonneuve
- Thomas Maisonneuve (stagione 1), interpretato da Laurent Delbecque
Figlio di Paul Maisonneuve
- Madame Gorbier (stagione 1), interpretata da Carine Bouquillon
Ex moglie di Kaz Gorbier
- Henri Norbert (stagione 1), interpretato da Éric Paul
Proprietario dell'azienda "BTP" e amico di Paul Maisonneuve
- Caroline Laplace (stagione 1), interpretata da Maryne Bertieaux